# Рюдігер Піпкорн
Рюдігер Піпкорн (нім. Rüdiger Pipkorn; 19 листопада 1909, Гера — 25 квітня 1945, Барут) — німецький офіцер, штандартенфюрер СС і оберст Генштабу вермахту (1 липня 1944). Кавалер Німецького хреста в золоті.

## Біографія
Професійний військовий. Членом НСДАП і СС ніколи не був. В 1943 році переведений у війська СС. З червня 1944 року — начальник штабу 2-го танкового корпусу СС. Успішно бився проти союзників у Нормандії. В серпні 1944 року переведений в резерв. З 1 березня 1945 року — командир щойно сформованої 35-ї поліцейської гренадерської дивізії СС, яка була вкрай слабким і погано підготовленим підрозділом. Дивізію відразу кинули проти радянських військ, які наступали на Берлін. Загинув у бою: при спробі прориву з оточення командний танк Піпкорна «Пантера» був підбитий радянським танком.

## Нагороди
- Залізний хрест
  - 2-го класу (вересень 1939)
  - 1-го класу (жовтень 1941)
- Нагрудний знак «За поранення» в чорному (18 жовтня 1939)
- Німецький хрест в золоті (19 серпня 1944)